# Olivier Léveillé
Olivier Léveillé (ur. 15 marca 2001 w Sherbrooke) – kanadyjski biegacz narciarski, dwukrotny medalista mistrzostw świata juniorów.

## Kariera
Po raz pierwszy na arenie międzynarodowej pojawił się 28 stycznia 2017 roku w Rikert Nordic Center, gdzie w zawodach FIS zajął 27. miejsce w kwalifikacjach do sprintu stylem klasycznym. W 2020 roku wystartował na mistrzostwach świata juniorów w Oberwiesenthal, gdzie zdobył srebrny medal w sztafecie. Zajął tam także 30. miejsce w biegu na 10 km techniką klasyczną i 49. w sprincie stylem dowolnym. Podczas rozgrywanych rok później mistrzostw świata juniorów w Vuokatti zdobył brązowy medal w biegu na 10 km stylem dowolnym. Na tej samej imprezie zajął 6. miejsce w sztafecie, 25. w sprincie klasykiem i 26. na dystansie 30 km techniką klasyczną.
W Pucharze Świata zadebiutował 26 listopada 2021 roku w Ruce, gdzie w sprincie stylem klasycznym zajął 58. miejsce. Pierwsze pucharowe punkty wywalczył dzień później w tej samej miejscowości, zajmując 30. miejsce w biegu na 15 km stylem klasycznym.
Wystartował na igrzyskach olimpijskich w Pekinie w 2022 roku, gdzie zajął między innymi 11. miejsce w sztafecie, 27. na dystansie 50 km stylem dowolnym i 29. w biegu na 15 km techniką klasyczną.

## Osiągnięcia

### Igrzyska olimpijskie
| Miejsce | Dzień     | Rok  | Miejscowość | Konkurencja                  | Czas biegu | Strata  | Zwycięzca                   |
| ------- | --------- | ---- | ----------- | ---------------------------- | ---------- | ------- | --------------------------- |
| 31.     | 6 lutego  | 2022 | Zhangjiakou | 30 km bieg łączony           | 1:16:09,8  | +7:32,2 | Aleksandr Bolszunow         |
| 54.     | 8 lutego  | 2022 | Zhangjiakou | Sprint stylem dowolnym       | 2:58,06    | —       | Johannes Høsflot Klæbo      |
| 29.     | 11 lutego | 2022 | Zhangjiakou | 15 km stylem klasycznym      | 37:54,8    | +2:57,2 | Iivo Niskanen               |
| 11.     | 13 lutego | 2022 | Zhangjiakou | bieg sztafetowy 4 x 10 km    | 1:54:50,7  | +9:10,4 | Rosyjski Komitet Olimpijski |
| 27.     | 19 lutego | 2022 | Zhangjiakou | 50 (28,4) km stylem dowolnym | 1:11:32,7  | +4:21,6 | Aleksandr Bolszunow         |

### Mistrzostwa świata juniorów
| Miejsce | Dzień     | Rok  | Miejscowość    | Konkurencja              | Czas biegu | Strata  | Zwycięzca             |
| ------- | --------- | ---- | -------------- | ------------------------ | ---------- | ------- | --------------------- |
| 49.     | 29 lutego | 2020 | Oberwiesenthal | Sprint stylem dowolnym   | 2:33,44    | —       | Ansgar Evensen        |
| 30.     | 2 marca   | 2020 | Oberwiesenthal | 10 km stylem klasycznym  | 26:31,7    | +1:36,8 | Gus Schumacher        |
| 2.      | 6 marca   | 2020 | Oberwiesenthal | bieg sztafetowy 4×5 km   | 54:54,9    | +3:14,4 | Stany Zjednoczone     |
| 25.     | 9 lutego  | 2021 | Vuokatti       | Sprint stylem klasycznym | 3:08,85    | —       | Niilo Moilanen        |
| 3.      | 12 lutego | 2021 | Vuokatti       | 10 km stylem dowolnym    | 24:26,6    | +27,3   | Martin Kirkeberg Mørk |
| 6.      | 13 lutego | 2021 | Vuokatti       | bieg sztafetowy 4×3,3 km | 49:45,3    | +1:09,8 | Norwegia              |
| 26.     | 14 lutego | 2021 | Vuokatti       | 30 km stylem klasycznym  | 1:21:22,2  | +4:08,4 | Aleksandr Iwszin      |

### Puchar Świata

#### Miejsca w klasyfikacji generalnej
| Sezon     | Miejsce |
| --------- | ------- |
| 2021/2022 | 71.     |
| 2022/2023 | 80.     |
| 2023/2024 | 93.     |
| 2024/2025 | 45.     |

#### Miejsca na podium w zawodach
Léveillé nie stanął na podium indywidualnych zawodów PŚ.